# LASCALA
LASCALA je ruská alternativní hudební skupina založeno kytaristou skupiny I.F.K Maxem Galstjanom. Vhodnou osobu pro svůj projekt našel ve zpěvačce Ani Grin, kterou doplnila bubenice Lera Skripin a kytarista Georgij Kuzněcov.
Svoje první debutové album skupina vydává 24 března 2013 pod názvem FORTE.

## Historie
Historie skupiny LaScala se začala psát v únoru roku 2011, kdy člen kapely I.F.K Max Galstjan hledal hudebníky pro novou kapelu, jejíž zvukový projev by se radikálně lišil od skupiny, ve které hrál. 18 dubna 2012 vyšla skupině jejich první samostatná píseň s názvem RockStar, jejíž vydání obsahovalo tři písně. V červenci 2012 se skupina vydává na svůj první koncert, společně se skupinou Save ve městě Tver.
V Listopadu roku 2012 skupina vydává svůj první oficiální videoklip Muleta.
6. února skupina vydává svoje první album pod názvem FORTE.
V květnu 2013 skupina vyhrává kvalifikační kola na letním festivalu Morojarolasvec. Popularita skupiny stoupá, a proto na letních festivalech skupina vystupuje po boku v Rusku populárních kapel, jako je Louna, Tarakany, Lumen. V ruském rozhlasovém éteru se pravidelně hrají její populární písně a skupina poskytuje rozhovory.
V roce 2014 se skupina účastní letních festivalů Našestvie, Vozduch i Dobrofest. Na konci festivalové sezóny začíná natáčet materiál pro nové album.
10 listopadu 2015 skupina představuje nové album s názvem Mačete (Мачете) a vyráží na turné.
V průběhu roku 2016 se ve skupině zhorší mezilidské a tvůrčí vztahy, a tak od 10. srpna téhož roku členové ohlašují kreativní přestávku, jež má určit další cestu tvůrčí činnosti skupiny. Rozkol ve skupině vrcholí odchodem bubenice Lery Skripnik a členové týmu urychleně hledají novou náhradu. Novým bubeníkem skupiny se záhy stává Sergej Snapskij.
Během roku 2017 skupina usilovně pracuje na novém albu. V tomto období skupina zahajuje spolupráci s nejstarším a nejznámějším nakladatelstvím v Rusku, společností Studio SOJUZ.
26. května 2019 skupina připravuje prezentaci připravovaného vydání mini alba [MiXTAPE], ke kterému má přístup pouze omezený počet posluchačů, kteří mohou hudebníkům vznášet různé dotazy.
28. května 2019 vychází album [MiXTAPE] oficiálně; obsahuje kompilace skladeb skupiny v novém aranžmá společně s hostujícími umělci.
V roce 2020 pandemie koronaviru přerušuje plány skupiny koncertů v Moskvě a Petrohradu v první polovině roku, a proto musely být přeloženy a uskutečněny na podzim téhož roku. V podmínkách izolace skupina vysílá přenosy svých vystoupení živě na internetu.
30. dubna 2020 skupina představuje obal chystaného nového alba EL SALVADOR, které vychází 12. června.
12. listopadu 2021 vychází páté studiové album ECUADOR.
Velkého ohlasu a úspěchu dosáhla píseň Ночь (Noc), která byla nazpívána v duetu se skupinou Murakami; byla vyhlášena jako nejlepší píseň hitparády Чартовой дюжине (Hudební tucet) pro rok 2021.
V roce 2022, na počest 10. výročí založení, uspořádala skupina koncertní turné.

## Sestava skupiny

### Současné složení
| Jméno                              | Nástroje, činnost                       |
| ---------------------------------- | --------------------------------------- |
| Aňa Grin (Аня Грин)                | Zpěv, autor                             |
| Pjotr Jezdakov (Пётр Ездаков )     | Kytara, aranžmá, klávesy, hudba, autor. |
| Jevgenij Šramkov (Евгений Шрамков) | Bas kytara                              |
| Sergej Snarskij (Сергей Снарский)  | Bicí                                    |

## Diskografie

### Studiová alba,minialba(EP)
| Rok vydání | Název alba                    | odkaz |
| ---------- | ----------------------------- | ----- |
| 2012       | RockStar (EP)                 | odkaz |
| 2013       | Forte                         | odkaz |
| 2013       | Праздник (EP)                 | odkaz |
| 2015       | Мачете                        | odkaz |
| 2016       | Севилья (EP)                  | odkaz |
| 2016       | Repeat (EP)                   | odkaz |
| 2018       | Patagonia                     | odkaz |
| 2019       | [MIXTAPE]                     | odkaz |
| 2019       | Agonia                        | odkaz |
| 2020       | El Salvador (akustické album) | odkaz |
| 2021       | ECUADOR                       | odkaz |
| 2023       | El Dorado                     | odkaz |
| 2023       | Linea                         | odkaz |

### Samostatné písně
| Rok  | Název písně                          | Překlad          |
| ---- | ------------------------------------ | ---------------- |
| 2012 | Muleta                               |                  |
| 2013 | В океане людей                       | V moři lidí      |
| 2014 | Лень                                 | Lenost           |
| 2014 | Т-34 Sessions                        |                  |
| 2014 | Sex, Rock’n’roll & Alcohol           |                  |
| 2015 | Ладони                               | Dlaně            |
| 2015 | Дурочка с севера                     | Blázen ze severu |
| 2016 | Виновна                              | Vinen            |
| 2018 | АН-2                                 |                  |
| 2018 | Пульс                                | Puls             |
| 2019 | Контроль                             | Kontrola         |
| 2020 | Ветер (pocta skupině DDT)            | Vítr             |
| 2020 | Фирменный стиль                      | Značkový styl    |
| 2021 | Ещё горит                            | Ještě hoří       |
| 2021 | Мураками & LASCALA — Ночь            | Noc              |
| 2021 | Ещё горит. Метаморфозы (maxi vydání) | Ještě hoří       |
| 2021 | Выживу                               | Přežiji          |
| 2022 | LASCALA & Заточка — Пятница          | Pátek            |
| 2022 | Игра (Кино převzatá)                 | Hra              |
| 2022 | Реванш (версия 2022)                 | Odplata          |

## Videografie

### Videoklipy
| Rok  | Název                       | Překlad           | Odkaz |
| ---- | --------------------------- | ----------------- | ----- |
| 2013 | Muleta                      |                   | odkaz |
| 2013 | В океане людей              | V oceánu lidí     | odkaz |
| 2015 | Ладони                      | Dlaně             | odkaz |
| 2015 | Дурочка с севера            | Husička ze severu | odkaz |
| 2015 | Виновна (hostující. КЭШ)    | Vinen             | odkaz |
| 2016 | Севилья                     | Sevilla           | odkaz |
| 2016 | Шаг вперёд                  | Krok vpřed        | odkaz |
| 2018 | Реванш                      | Pomsta            | odkaz |
| 2019 | Patagonia hostující Aspen   |                   | odkaz |
| 2020 | Манеж                       | Manéž             | odkaz |
| 2020 | Агония (akustická verze)    | Muka              | odkaz |
| 2021 | Ещё горит                   | Ještě hoří        | odkaz |
| 2021 | Фирменный стиль             | Značkový styl     | odkaz |
| 2021 | Пятница                     | Pátek             |       |
| 2022 | Утром                       | Ráno              | odkaz |
| 2022 | Выживу                      | Přežiju           | odkaz |
| 2022 | Пятница (hostující Заточка) | Pátek             | odkaz |
| 2022 | На восток                   | Na východ         | odkaz |